# 朱長春 (烏程)
朱長春（？—？），字太復，號海瀛（或瀛海），浙江湖州府烏程縣人，民籍，明朝政治人物。

## 生平
萬曆四年（1576年）丙子科浙江鄉試第二十八名，萬曆十一年（1583年）進士。禮部觀政，本年授直隶舒城知縣，次年調繁直隸常熟縣知縣。丁憂，十八年復除山东阳信知县，二十一年升刑部主事，本年养病，因大力诋毁枢臣石星，被削籍为民。歸隐城南溪湾，闭户著述。萬曆末诏起直言，曾廷推兵部郎中，未果，卒。天啓改元，贈光禄寺少卿。著有《朱太复诗集》

## 家族
曾祖朱恂；祖父朱山，曾任布政司都事；父朱應元，曾任訓導。母陳氏。